# Stosunki polsko-kosowskie

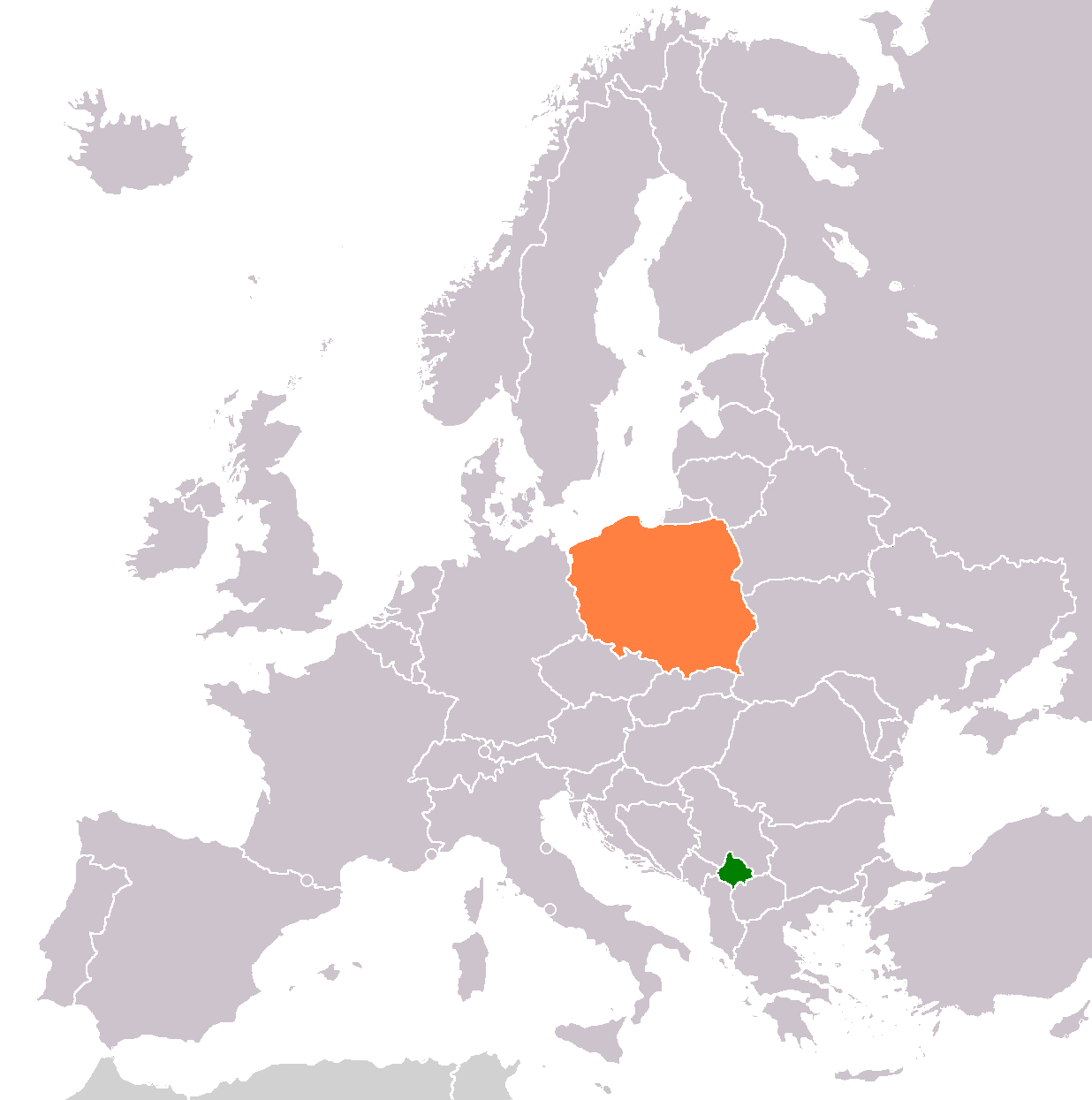
Położenie Polski i Kosowa na mapie Europy

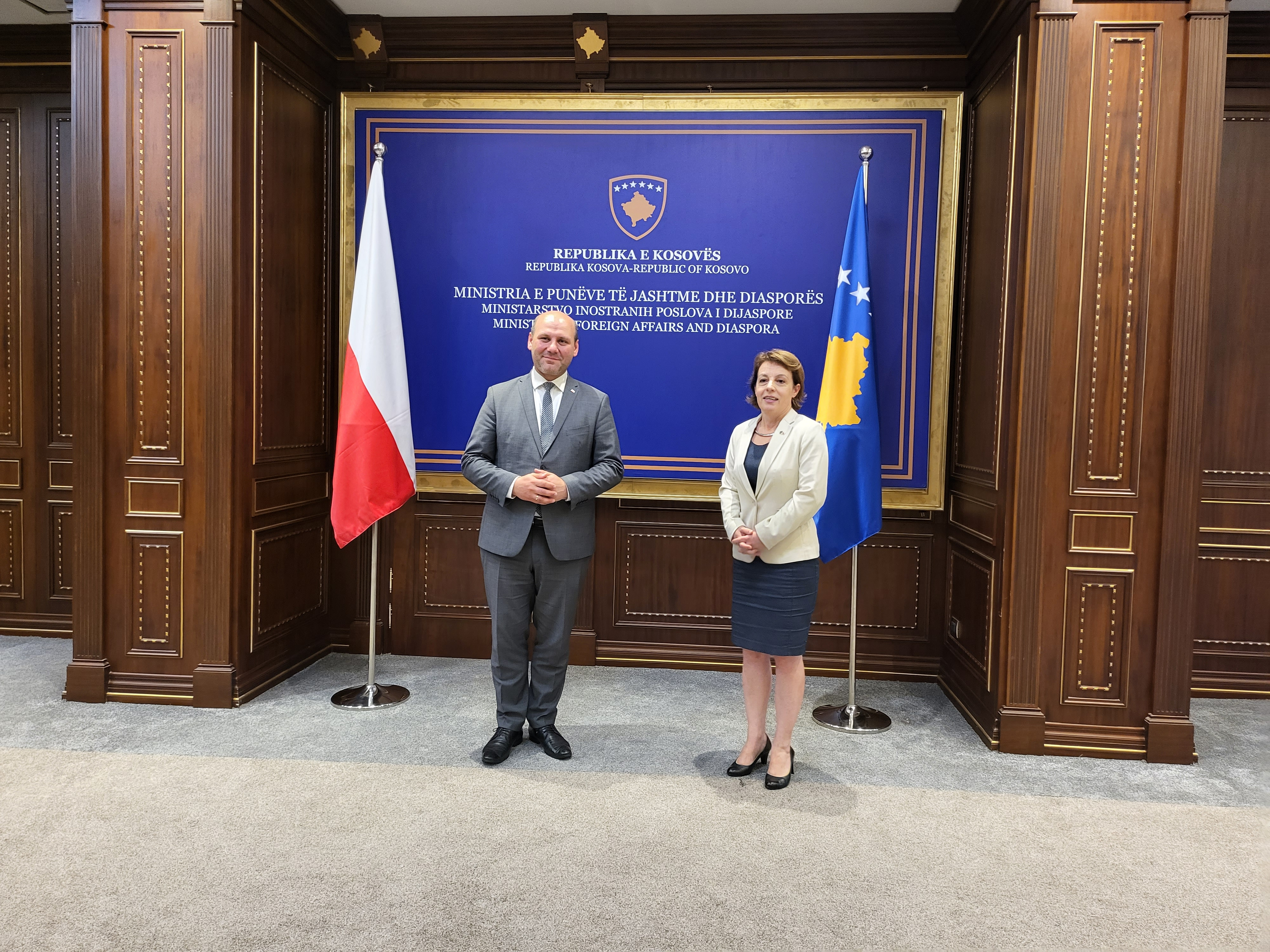
Sekretarz stanu w MSZ Szymon Szynkowski vel Sęk i minister spraw zagranicznych Kosowa Donika Gërvalla-Schwarz (2022)

Stosunki polsko-kosowskie – relacje międzynarodowe łączące Kosowo i Polskę.
Polska uznała Republikę Kosowa 26 lutego 2008. Dokonała tego jako osiemnaste państwo świata, trzynasty członek NATO oraz dziesiąty członek UE w kolejności. W Polsce spotkało się to z polaryzacją społeczną; odbyły się niewielkie demonstracje. Polska nie utrzymuje stosunków dyplomatycznych z Kosowem, zaś opiekę konsularną na terenie Kosowa sprawuje Ambasada Węgier w Prisztinie i Ambasada RP w Skopje.
W 2011 – na prośbę strony amerykańskiej – Prezydent RP Bronisław Komorowski zaprosił na szczyt państw Europy Środkowej prezydent Kosowa Atifete Jahjagę; w ramach protestu odmówili przyjazdu przedstawiciele Serbii, Słowacji i Rumunii. Również w kolejnych latach do bezpośrednich kontaktów między władzami Polski i Kosowa dochodziło wyłącznie w związku ze spotkaniami multilateralnymi.
Od 1999 w Kosowie stacjonuje polski kontyngent w ramach misji KFOR, w 2021 liczył 300 żołnierzy. W Kosowie w 2000 działalność rozpoczął polski kontyngent policyjny, do 2008 w ramach misji ONZ UNMIK, zaś od 2008 w ramach misji EULEX Kosowo. W jednostkach tych składają wizyty polscy politycy (chociażby ministrowie Jerzy Miller i Tomasz Siemoniak w 2011 czy też prezydent Bronisław Komorowski w 2012). Także prezydent Kosowa Vjosa Osmani odwiedzała bazę, w której stacjonują m.in. żołnierze z Polski; podczas jej wizyty obecny był polski ambasador w Macedonii Północnej Wojciech Tyciński.
W czerwcu 2022 sekretarz stanu w MSZ Szymon Szynkowski vel Sęk złożył wizytę w Kosowie; doszło wówczas do rozmów dwustronnych pomiędzy polskim wiceministrem Szynkowskim vel Sękiem a kilkorgiem członków kosowskiego rządu, zaś w ramach Polsko-Kosowskiego Forum Gospodarczego podpisano porozumienie o współpracy Polskiej Agencji Inwestycji i Handlu z analogicznym podmiotem kosowskim.
8 listopada 2022 oba państwa postanowiły nawiązać stosunki konsularne. 8 maja 2024 nastąpiło oficjalne otwarcie Konsulatu Generalnego Republiki Kosowa w Warszawie z udziałem wiceminister Henryki Mościckiej-Dendys i minister Doniki Gërvalli-Schwarz.
W 2022 roku wartość polsko-kosowskiej wymiany handlowej osiągnęła wartość 113,9 mln euro z saldem dodatnim po stronie Polski. Eksport do Kosowa (106,8 mln euro) obejmował przede wszystkim papierosy, tworzywa sztuczne, maszyny, zwierzęta żywe i mięso oraz kotły i turbiny. Kosowo zajmowało 96. miejsce wśród partnerów handlowych Polski  pod względem wartość obrotów handlowych.
6 czerwca 2022 PLL LOT zainaugurowały bezpośrednie połączenie Warszawa – Prisztina.